# Église Saint-Vincent-de-Paul de Lille
Pour les articles homonymes, voir Église Saint-Vincent-de-Paul.
L’église Saint-Vincent-de-Paul de Lille est une église  du quartier de Lille-Moulins détruite en 1983 et transférée dans les bâtiments rénovés d'une ancienne filature.

## L’ancienne église
La première église fut  construite de 1838 à 1841 sur les plans de l’architecte Charles Benvignat.
Cette église fut édifiée sur des terrains donnés  en 1836 par les industriels Wallaert qui venaient d’installer une filature rue des Canonniers (actuellement rue de Fontenoy) à la récente commune de Moulins-Lille. Ces terrains comprenaient également ceux de la place de Trévise devant l’église, actuellement place Déliot et des rues environnantes.
Cette place, avec son église, la nouvelle mairie, ses écoles, son marché en plein air (qui existe en 2017) devint le centre de la nouvelle commune créée en 1833 par détachement de la commune de Wazemmes de l'ancien faubourg des Malades groupé autour de la rue d'Arras avant son développement industriel amorcé à partir de 1830.
L’église comprenait une  nef aux longs murs de briques, une haute voûte supportée par des colonnes et une façade  sur la place surmontée d’un clocher de 30 mètres comprenant une rosace au premier niveau. Son architecture était généralement considérée comme médiocre : son austérité et sa tristesse sont également signalées dans les ouvrages le mentionnant.
Une importante pièce de mobilier était l'orgue Merklin, installé en 1860 dans un buffet du XVIIIe siècle. L'orgue et son buffet furent inscrits à l'inventaire des monuments historiques en 1973. Le tout disparut dix ans plus tard sans laisser de traces.
On aperçoit la façade de cette église quelques années avant sa destruction dans un  plan du début du film Le Corps de mon ennemi.

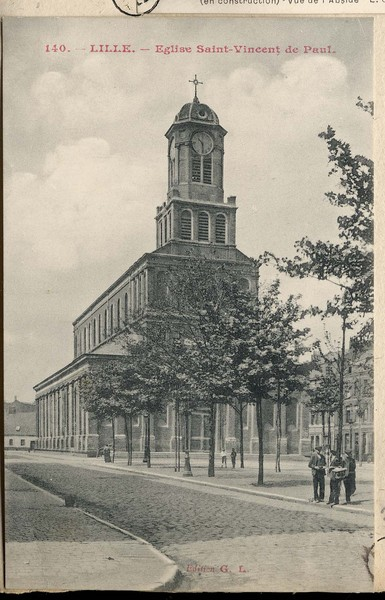
Église St-Vincent-de-Paul  vers 1900
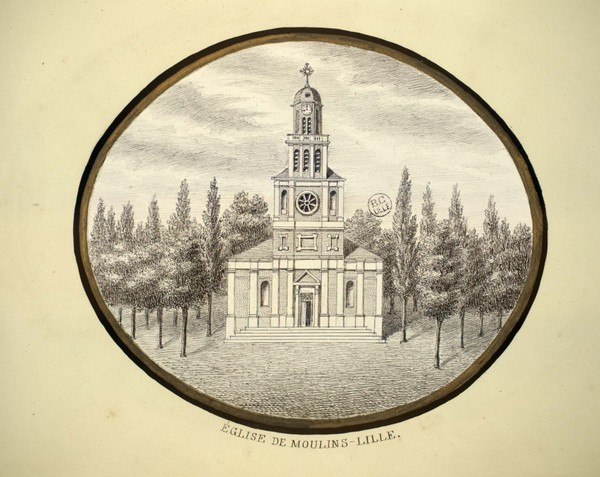
Église de Moulins vers 1860

## La nouvelle église
L’église menaçant ruine fut détruite en 1983 et transférée dans le bâtiment rénové d’une ancienne filature Le Blan.  
La cloche sur la façade a été apportée de l'ancienne église. Elle date de 1932, époque de crise, et porte l'inscription : « je sonne la guerre au taudis et à la misère ouvrière ».
Ses dimensions intérieures  sont nettement plus modestes que celle de l'ancienne église : 200 places groupées autour de l'autel sous un plafond bas avec  des vitraux  du maître-verrier Luc Six. Plusieurs éléments proviennent de l'ancienne église : des stalles de 1878, une porte de confessionnal et une statue de la Vierge de  1932.
« La Filature » qui comprend également une médiathèque, un théâtre et  des logements sociaux est la première d’un ensemble de réhabilitations d’anciennes usines textiles de Moulins où furent établis à la fin du XXe siècle  les locaux de l’Université de Lille 2, de l’IRA de Lille et des bureaux.